# Celler Nou de Cal Mata
El Celler Nou de Cal Mata és un edifici de Banyeres del Penedès (Baix Penedès) inclòs a l'Inventari del Patrimoni Arquitectònic de Catalunya.

## Descripció
És compost per una gran nau posteriorment dividida en dos pisos. L'exterior és totalment arrebossat i emblanquinat. La façana presenta una gran portalada amb llinda i una porta balconera amb reixat a cada banda. A la part superior hi ha una rosassa amb reixat i la data de 1911. La façana és rematada per una estructura en forma de graons feta de maó. A la part lateral esquerra es poden observar una sèrie de finestres rectangulars col·locades verticalment i de forma anàrquica.

## Història
El celler nou, que així és coneguda aquesta dependència, data del 1911. Fins als anys 1970 aquest edifici fou utilitzat per les activitats típiques, però a partir de la transformació de la casa com centre de cultura, fou dividit en dos pisos. Els baixos foren habilitats com aules, la part superior estatja dormitoris.